# CMSS1
CMSS1 (англ. Cms1 ribosomal small subunit homolog (yeast)) – білок, який кодується однойменним геном, розташованим у людей на 3-й хромосомі. Довжина поліпептидного ланцюга білка становить 279 амінокислот, а молекулярна маса — 31 884.
| 10         |  | 20         |  | 30         |  | 40         |  | 50         |
| ---------- |  | ---------- |  | ---------- |  | ---------- |  | ---------- |
| MADDLGDEWW |  | ENQPTGAGSS |  | PEASDGEGEG |  | DTEVMQQETV |  | PVPVPSEKTK |
| QPKECFLIQP |  | KERKENTTKT |  | RKRRKKKITD |  | VLAKSEPKPG |  | LPEDLQKLMK |
| DYYSSRRLVI |  | ELEELNLPDS |  | CFLKANDLTH |  | SLSSYLKEIC |  | PKWVKLRKNH |
| SEKKSVLMLI |  | ICSSAVRALE |  | LIRSMTAFRG |  | DGKVIKLFAK |  | HIKVQAQVKL |
| LEKRVVHLGV |  | GTPGRIKELV |  | KQGGLNLSPL |  | KFLVFDWNWR |  | DQKLRRMMDI |
| PEIRKEVFEL |  | LEMGVLSLCK |  | SESLKLGLF  |  |            |  |            |

A: Аланін

C: Цистеїн

D: Аспарагінова кислота

E: Глутамінова кислота

F: Фенілаланін

G: Гліцин

H: Гістидин

I: Ізолейцин

K: Лізин

L: Лейцин

M: Метіонін

N: Аспарагін

P: Пролін

Q: Глутамін

R: Аргінін

S: Серин

T: Треонін

V: Валін

W: Триптофан

Кодований геном білок за функцією належить до фосфопротеїнів. 
Задіяний у таких біологічних процесах, як альтернативний сплайсинг, метилювання. 